# Municipio de Hamilton (condado de McKean)
El municipio de Hamilton  (en inglés: Hamilton Township) es un municipio ubicado en el condado de McKean en el estado estadounidense de Pensilvania. En el año 2000 tenía una población de 637 habitantes y una densidad poblacional de 3.4 personas por km².

## Geografía
El municipio de Hamilton se encuentra ubicado en las coordenadas 41°48′00″N 78°49′59″O / 41.80000, -78.83306.

## Demografía
Según la Oficina del Censo en 2000 los ingresos medios por hogar en la localidad eran de $32,917 y los ingresos medios por familia eran $38,500. Los hombres tenían unos ingresos medios de $35,795 frente a los $18,750 para las mujeres. La renta per cápita para la localidad era de $18,796. Alrededor del 5,5% de la población estaban por debajo del umbral de pobreza.